# 야르덴 제르비
야르덴 제르비(히브리어: ירדן ג'רבי,‎ 1989년 7월 8일~)는 이스라엘의 전직 유도 선수이다. 2016년 하계 올림픽에서 여자 하프미들급 동메달을 획득했으며 세계 선수권 대회에서 금메달 1개, 은메달 1개를 획득했다.